# Damernas fristående i gymnastik vid olympiska sommarspelen 2024
Damernas fristående i gymnastik vid olympiska sommarspelen 2024 avgjordes den 28 juli och 5 augusti 2024 i Percy Arena i Paris. 76 gymnaster från 33 nationer deltog i kvalet varifrån 9 idrottare från 6 nationer tog sig till finalen. Det var 20:e gången grenen fanns med i ett OS och den har funnits med i varje OS sedan 1952.
Damernas fristående avgjordes i två rundor, kval och final. I kvalrundan, som fungerade som kval för alla grenar inom kvinnlig artistisk gymnastik, rankades de 78 gymnasterna som genomförde en övning i redskapet och de som hamnade på de första 8 platserna, med max två från samma nation, tog sig vidare till finalen. I kvalet hamnade två idrottare lika på åttonde plats vilket medförde att nio tog sig vidare. I finalen raderades kvalets resultat och gymnasterna återigen genomförde en övning.
Simone Biles vann guld i grenen vid OS 2016 men drog sig ur tävlingen i OS 2020. Hon kvalade till finalen som etta. Den regerande OS-mästaren Jade Carey avancerade inte till finalen efter att ha fallit i sin övning. Hon avslöjade senare att hon inte hade känt sig bra dagarna inför kvalet. Rebeca Andrade och Jordan Chiles kvalade som tvåa och trea.
I finalen fick Biles flera avdrag (0,600) av sin poäng eftersom hon trampade utanför linjen flera gånger. Det gjorde att guldet gick till Andrade med 14,166 poäng. Silvret gick till Biles på 14,133 poäng. Bronsmedaljen gick först till Chiles men resultatet ändrades sen och Ana Bărbosu fick bronset med 13,700 poäng. Läs mer om det under rubriken kontroversen.

## Deltagare
Totalt fanns det 95 kvotplatser till kvinnlig artistisk gymnastik i OS 2024. De nationella olympiska kommittérna kunde kvalificera med max 5 gymnaster (plus tre reserver).
De 12 nationerna som kvalificerade sig till lagtävlingen fick skicka 5 gymnaster var till tävlingen, vilket totalt var 60 av 95 kvotplatser. De nationerna var de tre bästa lagen vid världsmästerskapen i artistisk gymnastik 2022 (USA, Storbritannien och Kanada) och de nio bästa lagen (exklusive de som redan kvalificerat sig) vid världsmästerskapen 2023 (Kina, Brasilien, Italien, Nederländerna, Frankrike, Japan, Australien, Rumänien och Sydkorea).
De återstående 35 kvotplatserna delades ut individuellt.  Dessa platser fylldes genom olika kriterier baserade på bland annat världsmästerskapen 2023, FIG:s världscupserie i artistisk gymnastik 2024 och kontinentala mästerskap.
De 95 gymnasterna i kvalet hade rätt att delta i alla grenars kval förutom lagmångkampen. 76 gymnaster valde att kvala i fristående och av dem tog sig 9 till finalen.

## Schema
Alla tider är CET.
| Datum     | Tid   | Omgång | Grupp   |
| --------- | ----- | ------ | ------- |
| 28 juli   | 09:30 | Kval   | grupp 1 |
| 28 juli   | 11:40 | Kval   | grupp 2 |
| 28 juli   | 14:50 | Kval   | grupp 3 |
| 28 juli   | 18:00 | Kval   | grupp 4 |
| 28 juli   | 21:10 | Kval   | grupp 5 |
| 5 augusti | 14:25 | Final  | –       |

## Kval
Av de 76 deltagande gymnasterna i friståendekvalet kunde de åtta bästa kvalificera sig, plus tre reserver, till finalen. Eftersom två gymnaster båda kom på åttonde plats tog sig 9 vidare:
| D-poäng | = Svårighetsgrad (Difficulty) |
| E-poäng | = Genomförande (Execution)    |

| Plac.     | Gymnast               | D-poäng | E-poäng | Straff | Totalt | Anm. |
| --------- | --------------------- | ------- | ------- | ------ | ------ | ---- |
| 1         | Simone Biles (USA)    | 6,8     | 7,900   | 0,100  | 14,600 | Q    |
| 2         | Rebeca Andrade (BRA)  | 5,9     | 8,000   |        | 13,900 | Q    |
| 3         | Jordan Chiles (USA)   | 5,8     | 8,066   |        | 13,866 | Q    |
| 4         | Sabrina Voinea (ROU)  | 6,2     | 7,600   |        | 13,800 | Q    |
| 5         | Alice D'Amato (ITA)   | 5,6     | 8,100   |        | 13,700 | Q    |
| 6         | Ou Yushan (CHN)       | 5,6     | 8,066   |        | 13,666 | Q    |
| 7         | Manila Esposito (ITA) | 5,7     | 7,933   |        | 13,633 | Q    |
| 8         | Rina Kishi (JPN)      | 5,6     | 8,000   |        | 13,600 | Q    |
| 8         | Ana Bărbosu (ROU)     | 5,6     | 8,000   |        | 13,600 | Q    |
| 10        | Zhang Yihan (CHN)     | 5,5     | 8,033   |        | 13,533 | R1   |
| 11        | Júlia Soares (BRA)    | 5,4     | 8,100   |        | 13,500 | R2   |
| 12        | Jade Barbosa (BRA)    | 5,5     | 8,000   |        | 13,500 | –    |
| 13        | Angela Andreoli (ITA) | 5,8     | 7,700   |        | 13,500 | –    |
| 14        | Zhou Yaqin (CHN)      | 5,5     | 7,966   |        | 13,466 | –    |
| 15        | Ellie Black (CAN)     | 5,6     | 7,900   | 0,100  | 13,400 | R3   |
| Referens: |                       |         |         |        |        |      |

1. ↑  Rina Kishi och Ana Bărbosu kom lika på åttonde plats. De hade samma E-poäng (8,000) som gjorde att man inte kunde sära på dem. Det betydde att 9 gymnaster kvalificerade sig till finalen i fristående.

Resarverna för finalen i fristående var:
1. Zhang Yihan (CHN)
2. Júlia Soares (BRA)
3. Ellie Black (CAN)

Bara två gymnaster från varje nation kunde ta sig vidare till finalen. Gymnaster som kunde ha tagit sig till finalen eller stått som reserv om det inte var för den regeln var:
- Jade Barbosa (BRA)
- Angela Andreoli (ITA)
- Zhou Yaqin (CHN)

## Final
| Plac.     | Gymnast               | D-poäng | E-poäng | Straff | Totalt |
| --------- | --------------------- | ------- | ------- | ------ | ------ |
| 1         | Rebeca Andrade (BRA)  | 5,9     | 8,266   |        | 14,166 |
| 2         | Simone Biles (USA)    | 6,9     | 7,833   | 0,600  | 14,133 |
| 3         | Ana Bărbosu (ROU)     | 5,8     | 8,000   | 0,100  | 13,700 |
| 4         | Sabrina Voinea (ROU)  | 5,9     | 7,900   | 0,100  | 13,700 |
| 5         | Jordan Chiles (USA)   | 5,8     | 7,866   |        | 13,666 |
| 6         | Alice D'Amato (ITA)   | 5,6     | 8,100   | 0,100  | 13,600 |
| 7         | Rina Kishi (JPN)      | 5,7     | 7,566   | 0,100  | 13,166 |
| 8         | Ou Yushan (CHN)       | 5,6     | 7,700   | 0,300  | 13,000 |
| 9         | Manila Esposito (ITA) | 5,7     | 6,533   | 0,100  | 12,133 |
| Referens: |                       |         |         |        |        |

## Kontroversen
Den amerikanska gymnasten Jordan Chiles, som var den sista tävlanden att framträda i finalen, fick initialt en poäng på 13,666, vilket placerade henne på femte plats direkt bakom de rumänska gymnasterna Ana Bărbosu och Sabrina Voinea, som båda fick 13,700 i poäng, men Bărbosu placerades före på grund av bättre E-poäng (genomförandepoäng). Chiles tränare, Cécile Canqueteau-Landi, tyckte att hon hade fått fel D-poäng (svårighetsgradspoäng) och lämnade in en förfrågan om Chiles poäng vilket resulterade i en granskning som höjde hennes svårighetsgrad med en tiondel (0,1) från 5,8 till 5,9. Därför uppgraderades hennes totala poängen till 13,766, vilket tog henne från femte plats till en bronsmedaljposition. Hon tilldelades medaljen under medaljceremonin som skedde en stund efter finalen.
Ytterligare kontroverser uppstod när det avslöjades att Voinea hade fått ett avdrag på 0,1 poäng för att hon hade trampat utanför linjen. Återspelningen visade att Voinea kanske inte hade gått utanför gränserna. Det var svårt att se. Om avdraget inte hade gjorts, skulle Voinea ha fått 13.800, vilket skulle ha placerat henne i bronsmedaljposition även efter att Chiles poäng hade höjts.
Den tidigare rumänska olympiska gymnasten Nadia Comăneci och ordföranden för den rumänska olympiska kommittén och idrottskommittén Mihai Covaliu begärde att Morinari Watanabe, ordförande för det internationella gymnastikförbundet (FIG), skulle tillåta en ny analys av Voineas övning. Rumäniens premiärminister, Marcel Ciolacu, uppgav att han skulle bojkotta avslutningsceremonin på grund av "den skandalösa situationen inom gymnastiken, där [rumänska] idrottare behandlades på ett absolut vanhedrande sätt".
Därefter överklagade både Bărbosu och Voinea till idrottens skiljedomstol (CAS). Bărbosu överklagade att Chiles förfrågan hade lämnats in tjugofyra sekunder efter tidsfristen på en minut, och därför inte borde ha granskats från början. Den 10 augusti, fem dagar efter finalen, fann CAS att Chiles förfrågan lämnades in efter den tidsfrist på 1 minut som anges i artikel 8.5 i FIG:s 2024 tekniska föreskrifter, med den officiella Omega-systemtiden som klockade förfrågan till 1 minut och 4 sekunder. CAS beslutade därför att "den ursprungliga poängen på 13,666 som gavs till Jordan Chiles i finalen av damernas golvövning ska återinföras" och beordrade FIG att ändra finalens resultat och "tilldela medaljen/medaljerna i enlighet med ovanstående beslut". Voineas överklagande avslogs samtidigt. FIG återinförde den ursprungliga ställningen, vilket ledde till att Bărbosu placerade sig på tredje plats, Voinea på fjärde plats och Chiles på femte plats.
Senare samma dag lade Bărbosu upp ett meddelande på sin Instagramkonto till Voinea och Chiles där hon skrev "mina tankar är med er. Jag vet hur ni känner er, för jag har gått igenom detsamma. [...] Denna situation skulle inte ha existerat om de ansvariga hade respekterat regelerna. Vi, idrottare, är inte ansvariga och hatet som riktas mot oss är smärtsamt."
Den 11 augusti 2024 bekräftade internationella olympiska kommittén formellt de nya rankningarna och beordrade att Chiles skulle återlämna bronsmedaljen som skulle utdelas till Bărbosu. Senare samma dag skickade det amerikanska gymnastikförbundet, USA Gymnastics (USAG), in ytterligare videobevis som antydde att förfrågan hade gjorts vid 47 sekunder istället för den officiella tiden på 1 minut och 4 sekunder, och begärde återställande av poängen 13,766. CAS avslog USAG:s begäran om att återöppna fallet. USAG angav sin avsikt att fortsätta driva "alla möjliga vägar och överklagandeprocesser, inklusive till den schweiziska federala domstolen".
Den rumänska federationen föreslog så småningom att det skulle kunna delas ut tre bronsmedaljer, en till Bărbosu, en till Voinea och en till Chiles, med tanke på den komplicerade situationen, men förslaget gick aldrig igenom. Den 16 augusti 2024 tilldelades Bărbosu officiellt den olympiska bronsmedaljen i hennes hemstad Focșani.
Den 16 september 2024 bekräftades det att Chiles genom hennes advokater hade lämnat in ett överklagande till den federala högsta domstolen i Schweiz. Överklagandet lämnades in på två separata grunder. Den första var att ordföranden för panelen i CAS ska ha haft en intressekonflikt eftersom han tidigare hade representerat Rumänien i ärenden vid Internationella centrumet för uppgörelser av investeringstvister, i konflikt mot artikel 190.2.a i den schweiziska lagen om internationell privat rätt. Den andra grunden i överklagandet var det att CAS ska ha brutit mot flera regler, som artikel 190.2.d i den schweiziska lagen om internationell privat rätt genom att inte säkerställa rätten att bli hörd, eftersom CAS underlåtit att korrekt kontakta den amerikanska olympiska och paraolympiska kommittén fram till 15 timmar före förhandlingen, att CAS-beslut inte hade varit slutgiltigt förrän den 14 augusti när dess skriftliga beslut officiellt publicerades och att panelen ska ha misslyckats med att följa rätt procedur genom att inte självständigt försöka få tillgång till videoinspelningen som USAG erhöll den 11 augusti.